# Leo Brnić
Leo Brnić (Jadranovo kraj Crikvenice, 1992.) hrvatski je boćar, višestruki svjetski i europski prvak u brzinskom izbijanju boća. Osvajač je zlatnog odličja s Mediteranskih igara 2013. u pojedinačnoj konkurenciji.

## Životopis
Rođen je 1992. godine u mjestu Jadranovu pokraj Crikvenice. Boćati je počeo još kao šestogodišnjak zahvaljujući ocu koji ga je često vodio na boćalište (mjesno jog) Boćarskog kluba "Jadranovo", čijim je članom postao u dobi od 9 godina. Za hrvatsku kadetsku reprezentaciju prvi je put nastupio u 11. godini života, dok je prvi uspjeh ostvario sedam godina kasnije osvajanjem srebrnog odličja u brzinskom izbijanju na Svjetskom kadetskom prvenstvu u talijanskom gradu Bielli.
Prvo odličje s nekog međunarodnog natejcanja osvojio je na Svjetskom juniorskom u talijanskoj Bielli 2006., gdje je osvojio srebro u brzom izbijanju. Iste godine nastupio je u završnici Kadetskog europskog prvenstva 2006. u Italiji, gdje je za BK Benčić Vargon postigao 45 izbijanja (od 50) i postavio novi klupski kadetski rekord. Na svjetskim juniorskim prvenstvima ukupno je u karijeri osvojio osam odličja.
Na Europskom prvenstvu održavnom u francuskoj Nici u prosincu 2016., osvojio je zlatno odličje u brzinskom izbijanju u pojedinačnoj konkurenciji, pogodivši 48 boća iz 50 pokušaja. Na istom je prvenstvu, u paru s Marinom Miličevićem osvojio brončano odličje u štafetnom izbijanju.
Osim u Jadranovu, punih 15 godina nastupao je za riječki klub Vargon (prije Rikard Benčić). Od 2016. godina nastupa za zagrebački boćarski klub  Zrinjevac.
U susretu talijanskog prvenstva u sezoni 2020/2021, kao član ekipe La Perosine Boulenciel, ostvario je svjetski vrhunski rezultat u brzinskom izbijanju na tri pozicije pogodivši 50 boća iz isto toliko izbačaja što je i najbolji svjetski poznati rezultat u toj disciplini. Brnić je isti rezultat već ostvario i krajem 2019. godine također u jednom susretu talijanske lige.
Ovaj Brnićev rezulat nije i službeni svjetski rekored jer međunarodna boćarska organzacija (FIB) seniorske svjetske rekorde u brzinskom izbijanju vodi samo u izbijanju na svih šest pozicija.
Brnić je s rezulatom 49/50 jedan od aktualnih svjetskih rekordera u brzinskom izbijanju na šest pozicija zajedno sa slovencem Anžeom Petričem i francuzom Fredericom Marsensom.